# Eraldo Bocci
Eraldo Bocci, né le 24 août 1942 à Arlena di Castro (Latium), est un coureur cycliste italien, professionnel de 1967 à 1970,,. 

## Palmarès
- 1963
  - Coppa Arturo Lepori
  - Trophée Alessandro Ferri
- 1966
  - Coppa E. Lerma
- 1967
  - 2e du Tour du Latium
- 1968
  - 2e du Milan-Vignola

## Résultats sur les grands tours

### Tour d'Italie
3 participations
- 1967 : 61e
- 1968 : 67e
- 1970 : abandon

### Tour de France
1 participation
- 1970 : hors délais (5e étape)